# Sargoniden
Die Sargoniden, die Nachkommen des Šarrum-ken II., der in der Bibel Sargon II genannt wurde, sind die achte und letzte Dynastie des neuassyrischen Reiches, die von 722 bis 609 v. Chr. regierte.
Ein Problem der Sargoniden bestand darin, dass Legitimationskrisen durch unreguläre Thronfolge ausgelöst wurden.
Keiner ihrer erstgeborenen Söhne übernahm die Nachfolge.

Zur Stabilisierung ihrer Macht nutzten sie den Loyalitätseid, den die Notabeln und Vasallenfürsten dem Herrscher schwören mussten.

## Herrscher
1. Sargon II 722–705 v. Chr.
2. Sanherib 705–688 v. Chr.[5]
3. Asarhaddon  681–669 v. Chr.[6]
4. Assurbanipal 669-631/627 v. Chr.[7]